# All Time Love
All Time Love – piosenka napisana przez Jamie Hartmana, a wykonywana przez Willa Younga. Została wydana jako drugi singel promujący trzeci album artysty, Keep On. Utwór zajął trzecie miejsce na liście UK Singles Chart.
Do piosenki powstało miniwideo, które zostało uznane za wideoklip. Drugi teledysk został umieszczony na drugim wydaniu CD singla oraz na wydaniu DualDisc albumu Keep On.

## Lista utworów

### CD1
1. „All Time Love” (Jamie Hartman)
2. „My Needs” (Will Young, Morcheeba)

### CD2
1. „All Time Love”
2. „My Needs”
3. „Easy” (Young, Morcheeba)
4. „All Time Love” (specjalne wideo)

### Wydanie cyfrowe
1. „All Time Love” (na żywo)